# Seven Deadly
Seven Deadly — двадцатый студийный альбом британской рок-группы UFO, выпущенный в 2012 году.
Альбом был издан в трех разных вариантах: CD, LP и диджипак. Издание на диджипаке включает в себя два бонус-трека.

## Список композиций
Авторы всех песен Фил Могг и Винни Мур, если не указано иное.
| №                   | Название                                      | Автор(ы)            | Длительность |
| ------------------- | --------------------------------------------- | ------------------- | ------------ |
| 1.                  | «Fight Night»                                 | Могг, Пол Рэймонд   | 4:34         |
| 2.                  | «Wonderland»                                  |                     | 5:08         |
| 3.                  | «Mojo Town»                                   |                     | 3:56         |
| 4.                  | «Angel Station»                               |                     | 6:23         |
| 5.                  | «Year of the Gun»                             | Могг, Рэймонд       | 4:07         |
| 6.                  | «The Last Stone Rider»                        |                     | 3:52         |
| 7.                  | «Steal Yourself»                              |                     | 4:46         |
| 8.                  | «Burn Your House Down»                        |                     | 4:58         |
| 9.                  | «The Fear»                                    | Могг, Рэймонд       | 3:44         |
| 10.                 | «Waving Good Bye»                             |                     | 5:12         |
| 11.                 | «Other Men’s Wives (бонус-трек на диджипаке)» |                     | 3:52         |
| 12.                 | «Bag O’Blues (бонус-трек на диджипаке)»       | Могг, Рэймонд       | 3:03         |
| Общая длительность: | Общая длительность:                           | Общая длительность: | 53:35        |

## Участники записи
- Фил Могг — вокал
- Винни Мур — гитара
- Пол Рэймонд — гитара, клавишные
- Энди Паркер — ударные
- Томми Ньютон — продюсер

### Приглашенные музыканты
- Ларс Леманн — бас-гитара

## Позиция в чартах
| Год  | Страна         | Чарт           | Позиция |
| ---- | -------------- | -------------- | ------- |
| 2012 | Великобритания | UK Album Chart | 63      |